# Xylidine
Xylidine is de stamnaam van een groep structureel verwante organische verbindingen met als brutoformule C8H11N. Xylidines, opgebouwd uit een benzeenring met daarop twee methylgroepen en een aminegroep, komen vrij als bijproduct van gefractioneerde distillatie van steenkoolteer.
Er bestaan 6 isomeren van xylidine:
- 2,3-xylidine
- 2,4-xylidine
- 2,5-xylidine
- 2,6-xylidine
- 3,4-xylidine
- 3,5-xylidine

Naast de xylidines zijn isomeren van deze verbinding: 3 stoffen waarbij een van de methylgroepen aan het stikstof-atoom gekoppeld is, een 1 isomeer waarbij beide methylgroepen aan het stikstofatoom gebonden zijn:
- N,2-dimethylaniline
- N,3-dimethylaniline
- N,4-dimethylaniline
- N,N,-dimethylaniline

## Structuurformules

Structuurformule van 2,3-xylidine
Structuurformule van 2,4-xylidine
Structuurformule van 2,5-xylidine
Structuurformule van 2,6-xylidine
Structuurformule van 3,4-xylidine
Structuurformule van 3,5-xylidine